# Raba (Amoräer)
Raba bar Josef bar Chama (auch Raw Abba ben Josef ben Chama oder Rawa; * um 270 oder 280 in Mahuza; † 352 ebenda) war einer der bedeutendsten Amoräer der vierten Generation in Babylonien.

## Leben
Er war Schüler des Rab Nachman bar Jakob und des Rab Josef ben Chijja, des Schulhauptes in Pumbedita. Er lehrte in Seleukia-Ktesiphon (bei den Juden bekannt als Mahuza) am Tigris. Unter Abaje und Raba erreichte die talmudische Dialektik ihren Höhepunkt. Den Debatten der beiden ist im babylonischen Talmud viel Raum gewidmet; die Halacha hat mit wenigen Ausnahmen für Raba und gegen Abaje entschieden (Erubin 15a; Sanhedrin 27a).
Als Abaje Schuloberhaupt in Pumbedita wurde, ging Raba zurück nach Mahuza, an seinen Geburtsort, wo er für 14 Jahre die Leitung der dortigen Akademie übernahm, der sich nach Abajes Tod auch dessen Schüler anschlossen.
Raba war bekannt für seinen Scharfsinn und seine strikt logische Argumentation; als Landbesitzer (Baba Mezia 73a) und Weinhändler (Berachot 56a) hatte Raba gute Beziehungen zum Exilarchen sowie – von anderen beargwöhnte – Verbindungen zum persischen Großkönig Schapur II. (Chagiga 5b) und zu dessen Mutter.